# Teatro Solvay
Il teatro Solvay è un teatro situato in via Ernesto Solvay a Rosignano Solvay, nel comune di Rosignano Marittimo.

## Storia
Fin dal 1921 la Solvay di Rosignano organizzò lo svago del personale creando varie associazioni volte ad occupare vantaggiosamente le ore libere dopo il lavoro per sviluppare le qualità morali, fisiche ed intellettuali degli operai e degli impiegati.
Tutto ciò a seguito del profondo interesse che la Società nutriva verso la vita che essi conducevano, con le loro famiglie, al di fuori della fabbrica e degli uffici.

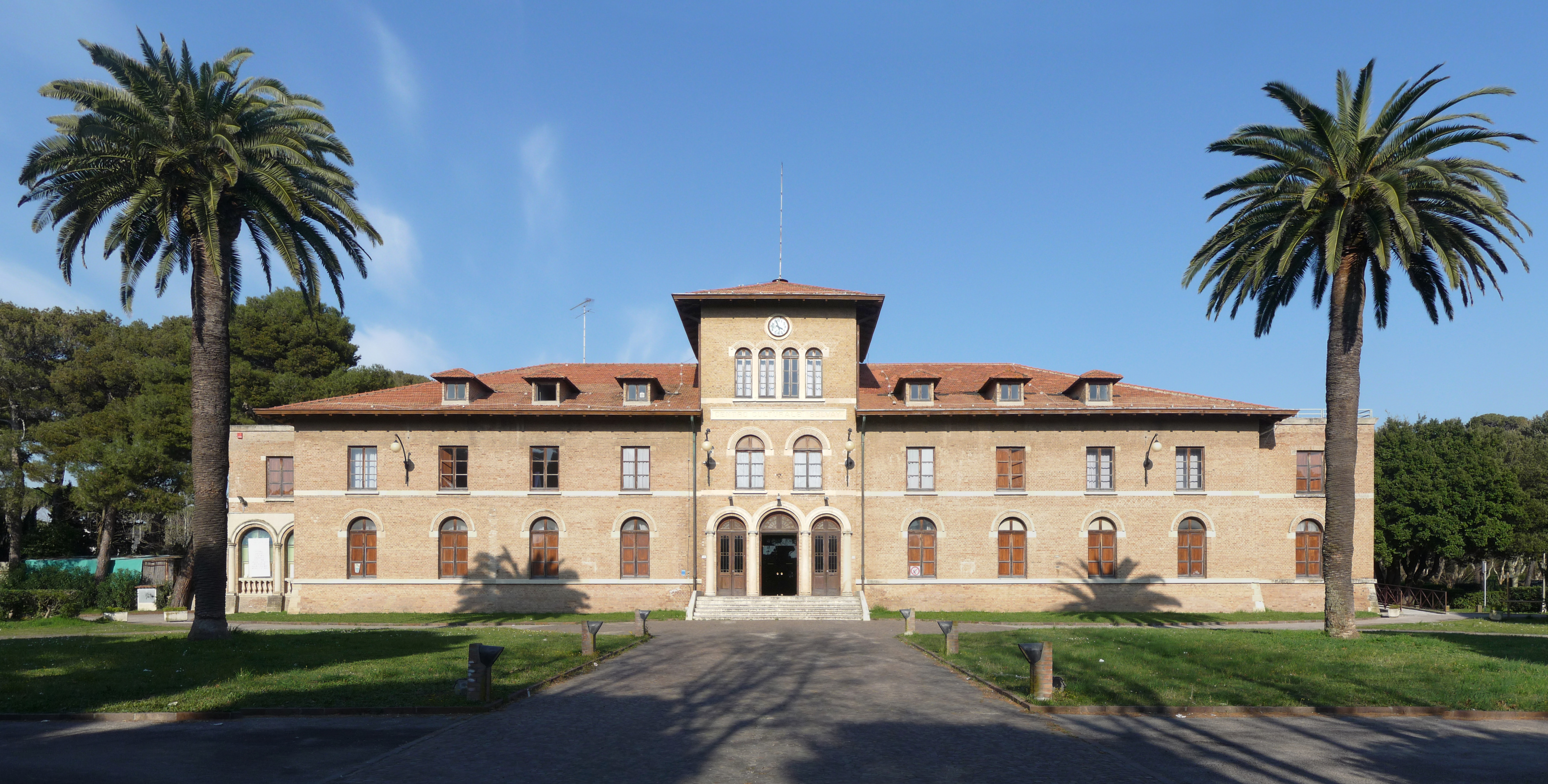
Veduta

Iniziò la costruzione di sale di riunione, della biblioteca, delle scuole, dei dormitori e refettori, delle sale da gioco e da conversazione, di un campo di atletica, degli orti sperimentali.
Tutto ciò per evitare che il personale dello stabilimento, situato in aperta campagna, avesse la necessità di cercare altrove i divertimenti che non erano presenti nel villaggio industriale.
Nel 1925 fu edificato l'edificio del teatro a pianta a T rovesciata e perfettamente simmetrica.
Al piano terra si trovava un grande bar ristorante per operai comunicante con un'ampia terrazza esterna, la biblioteca , la sala musica e quella del comitato del calcio.
Al teatro, posto nel corpo ortogonale, si accedeva tramite un corridoio ai cui lati erano posti il buffet e il guardaroba.
Era composto da una grande sala che a seconda delle occasioni poteva variare le proprie dimensioni tramite un pannello mobile. Il palcoscenico, concepito secondo la tradizione classica italiana, comunicava con la platea attraverso due piccole rampe di scale poste lateralmente.
Il retropalco, delimitato da pareti mobili in legno, era sede dei camerini e degli attrezzi necessari alle rappresentazioni.
La platea conteneva 432 posti.
Al primo piano si trovava il bar ristorante per impiegati con sala biliardi, la biblioteca con sala lettura, varie salette per i diversi comitati di gestione e la cabina di proiezione.
Il teatro era completato dalla galleria composta da una balconata capace di altri 200 posti.
Il nuovo Teatro Solvay fu inaugurato nel 1928, contemporaneamente alle grandi sale di riunione della Società.

## Architettura

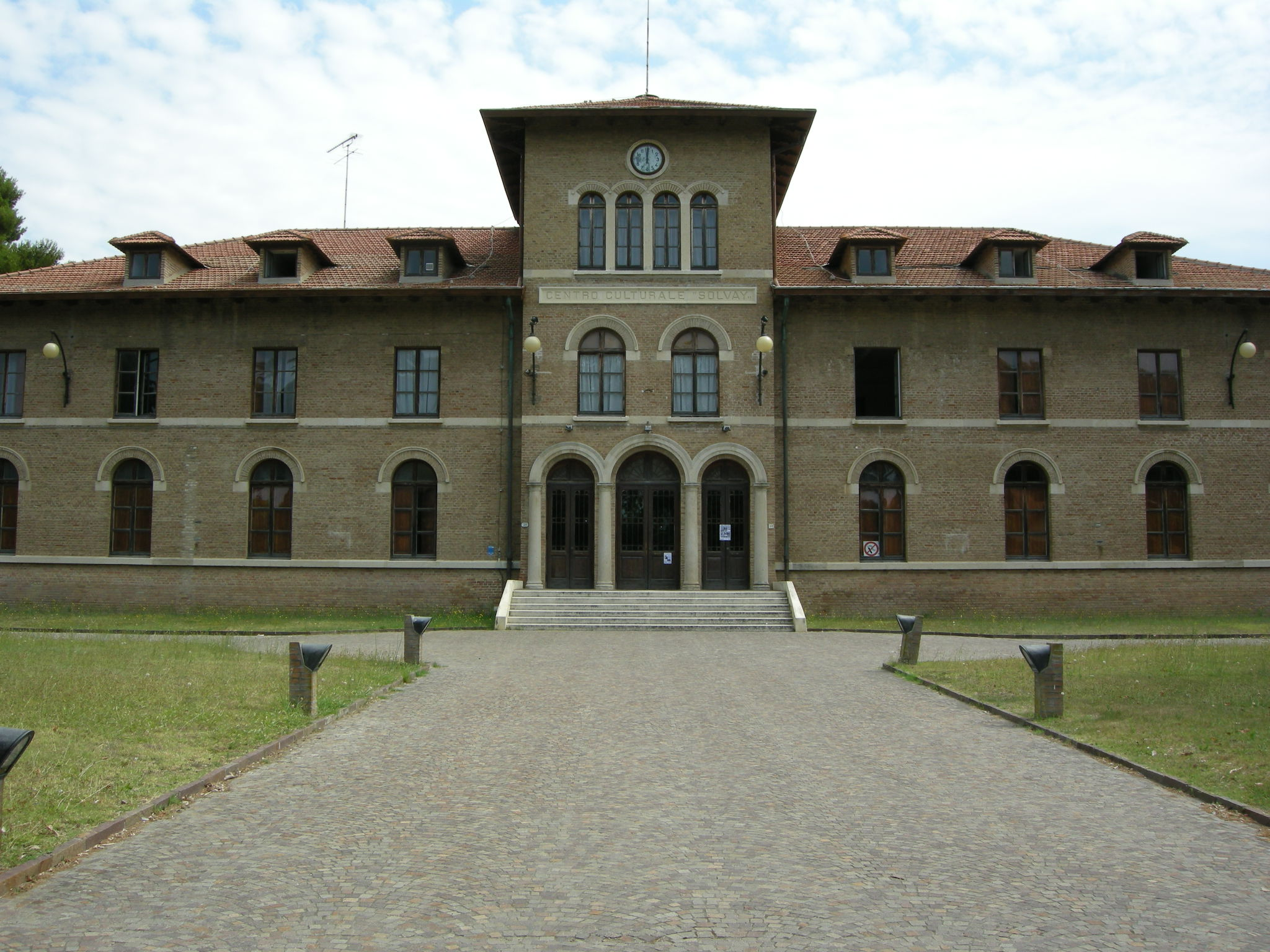
La facciata

Il teatro era formato da una grande sala con stanze di servizio, una platea e una galleria con, rispettivamente, 500 e 250 posti a sedere (ora ridotti ad un totale di 600).
Il palcoscenico era composto da due quinte di stoffa sormontato da due sipari interni e da una tela panoramica di fondo lunga dodici metri.
L'energia elettrica era fornita dalla Società Solvay.
L'impianto di illuminazione, pur rinnovato poco tempo prima, era ancora insufficiente perché non riusciva a graduare l'intensità della luce e a sfumare i colori di scena.
La cabina di proiezione invece era la migliore tra quelle che esistevano in commercio in quegli anni, essendo dotata di un apparecchio cinema sonoro, di amplificatori di riserva e di numerosi accessori che ne facevano un impianto modello.
L'attività artistica del Teatro Solvay fu molto intensa e con un eccellente livello di qualità per le rappresentazioni proposte.
Gli spettacoli del biennio 1935-36 ebbero un tale successo che più volte fu negato l'ingresso a molte persone soprattutto nei posti in galleria, molto richiesti per i loro prezzi popolari.
A questo difetto di capacità, dovuto soprattutto all'aumento della popolazione, andava aggiunto anche quello della visibilità che in certe zone non era perfetta.
Venne così presentato alla Direzione della Società Solvay un progetto di Italo Gamberini per la ristrutturazione della galleria che prevedeva la soppressione delle due ali laterali ed un avanzamento della parte centrale in modo da ottenere un maggior numero di posti.
Con la spesa di circa 8000 lire si prevedeva di sostituire anche i sedili in legno con delle poltrone modeste ma più comode.
Un addetto si occupava della sorveglianza dei locali e degli impianti del teatro, nonché della manutenzione e della pulizia impianti del teatro.